# Dolovi, Danilovgrad
Dolovi este un sat din comuna Danilovgrad, Muntenegru. Conform datelor de la recensământul din 2003, localitatea are 10 locuitori (la recensământul din 1991 erau 22 de locuitori).

## Demografie
În satul Dolovi locuiesc 10 persoane adulte, iar vârsta medie a populației este de 57,8 de ani (61,7 la bărbați și 53,9 la femei). În localitate sunt 5 gospodării, iar numărul mediu de membri în gospodărie este de 2,00.
|  |

| Demografie | Demografie | Demografie |
| An         | Locuitori  | Locuitori  |
| ---------- | ---------- | ---------- |
|            |            |            |
|            |            |            |
|            |            |            |
|            |            |            |
| 1948       | 150        |            |
| 1953       | 144        |            |
| 1961       | 140        |            |
| 1971       | 85         |            |
| 1981       | 32         |            |
| 1991       | 22         | 22         |
| 2003       | 10         | 10         |

| \| Componența etnică conform recensământului din 2003[2] \| Componența etnică conform recensământului din 2003[2] \| Componența etnică conform recensământului din 2003[2] \| Componența etnică conform recensământului din 2003[2] \| Componența etnică conform recensământului din 2003[2] \| \| ----------------------------------------------------- \| ----------------------------------------------------- \| ----------------------------------------------------- \| ----------------------------------------------------- \| ----------------------------------------------------- \| \| \| \| \| \| \| \| Muntenegreni \| Muntenegreni \| \| 9 \| 90% \| \| necunoscută \| necunoscută \| \| 0 \| 0% \| |              |  |   |     |
| Componența etnică conform recensământului din 2003 |              |  |   |     |
| |              |  |   |     |
| Muntenegreni | Muntenegreni |  | 9 | 90% |
| necunoscută | necunoscută  |  | 0 | 0%  |